# Morgan Griffin
Morgan Griffin (4 de junho de 1992) é uma atriz australiana da televisão e do cinema.

## Biografia
Recentemente protagonizou a série de televisão infantil The Sleepover Club - Segunda temporada. Outras aparições incluem uma pequena participação no videoclipe Innocent Eyes da cantora australiana Delta Goodrem, uma participação em um episódio da série Children Cartoon Series, e como a filha de uma vítima de enfisema em um comercial contra o hábito de fumar.
Outros papéis notáveis inclui Heidi em September (2007), Alice em Nim's Island (2008), Katrina Post em Accidents Happen (2009) e Jess em Charlie & Boots (2009). Em 2015, Griffin apareceu no filme catástrofe do diretor Brad Peyton, San Andreas.

## Filmografia

### Filmes
| Ano  | Título            | Papel               | Notas |
| ---- | ----------------- | ------------------- | ----- |
| 2007 | September         | Heidi               |       |
| 2008 | Nim's Island      | Alice               | [ 1 ] |
| 2009 | Accidents Happen  | Katrina Post        | [ 2 ] |
| 2009 | Charlie & Boots   | Jess                | [ 3 ] |
| 2012 | Island            | Hanna               | Curta |
| 2013 | Louder than Words | Julie Fareri        |       |
| 2014 | Unbroken          | Bela jovem loira    |       |
| 2014 | Freeze-Frame      | Comissária de bordo | Curta |
| 2015 | San Andreas       | Natalie             |       |
| 2016 | Spin Out          | Lucy                |       |
| 2017 | Bad Blood         | Carrie              |       |

### Séries de TV
| Ano     | Título                                        | Papel                    | Notas        |
| ------- | --------------------------------------------- | ------------------------ | ------------ |
| 2006–07 | The Sleepover Club                            | Charlie                  | 26 episódios |
| 2013    | Cliffy                                        | Vicki                    | Filme de TV  |
| 2019    | Olivia Newton-John: Hopelessly Devoted to You | Jovem Olivia Newton-John | Minissérie   |